# NF-Board
La NF-Board (New Football Federations-Board, más conocido como Nouvelle Fédération-Board o Non-FIFA Board) fue una asociación internacional de equipos de fútbol amateur comunales y provinciales, que no estaban federados a FIFA. Algunos de los que fueron sus selecciones miembro pertenecen a territorios que no tienen soberanía reconocida internacionalmente; siendo las únicas excepciones Mónaco y Kiribati que son países independientes. Su sede estaba en Lieja, Bélgica.

## Historia
La NF-Board fue fundada el 13 de diciembre de 2003, en el bar 'La Muerte Súbita', de Bruselas. Los participantes de esa reunión fueron los franceses Jean-Luc Kit y Christian Michelis; el belga Luc Misson, y el francés Thierry Marcadé. 
La NF Board organizaba su propio Mundial: la Copa Mundial VIVA, el cual tuvo cinco ediciones. La primera edición se jugó en Occitania (sur de Francia) y el campeón fue Laponia. También contaba con un torneo femenino.[cita requerida]
Luego de una reunión con la FIFA, la entidad conducida por Joseph Blatter anunció que no estarán en contra de NF-Board, pero que no permitiría partidos entre selecciones de ambas federaciones, por lo que la NF-Board era considerada una "FIFA paralela" para aquellas selecciones o estados nacionales que en un futuro sean oficializadas en sus respectivos continentes y a su vez estas tengan continuidad de juego.
Desde 2013, la NF-Board es gestionada por la Confederación de Asociaciones Independientes de Fútbol (ConIFA).

## Controversias
En 2006, la primera Copa del Mundo VIVA se planeó inicialmente en el Norte de Chipre, después de la validación de una visita de reconocimiento por parte de la dirección de la NF-Board, mientras tanto se produjeron cambios políticos en este territorio, con repercusiones en la Federación de Fútbol del Norte de Chipre. El norte de Chipre ya no admite recibir a determinadas asociaciones de fútbol, el Comité de Emergencia de la NF-Board toma la decisión de cancelar la edición prevista allí y trasladar la competición a Hyères en Francia. En respuesta, la Federación de Fútbol del Norte de Chipre anunció la organización de la Copa ELF y prometió pagar los gastos de viaje de los participantes; la competición la ganará la selección del Norte de Chipre.
En 2010, la Asociación de Fútbol de Mónaco abandonó la NF-Board. El entonces capitán de la selección, Yohan Garino, explica: “Por motivos políticos, nuestro gobierno no nos autoriza a jugar contra determinados equipos. También tuvimos algunos problemas con la NF-Board, que utilizó fotografías de la Asociación de Fútbol de Mónaco y del Príncipe Alberto como publicidad para sus numerosos partidos sin autorización. Estamos especialmente decepcionados por este último punto que nos perjudica mucho.".
En 2013, la actividad de la NF-Board se detuvo debido a desacuerdos internos y acusaciones de malversación de fondos presentadas contra el entonces presidente. Algunos miembros decidieron renunciar a la NF-Board y fundaron otra organización.

## Selecciones miembros
Listado de Asociaciones de Fútbol miembros de NF-Board según su página oficial.
- Baja Sajonia del Sur
- Camerún Meridional
- Casamanza
- Cascadia
- Cerdeña
- Chechenia
- Chipre del Norte
- Cilento
- Cosacos
- Darfur
- Dos Sicilias
- Esperanto
- Franconia
- Gagauzia
- Gozo
- Groenlandia
- Himalayas
- Indias Occidentales
- Isla de Pascua
- Islas Chagos
- Îles d'Or
- Kiribati
- Kurdistán
- Labaj
- Laponia
- Molucas del Sur
- Mónaco
- Occitania
- Padania
- Papúa Occidental
- País Sículo
- Pohnpei
- Provenza
- Pueblo Arameo
- Pueblo Fulani
- Pueblo Gitano
- Pueblo Masai
- Recia
- Rijeka
- Sahara Occidental
- Saugeais
- Sealand
- Seborga
- Skåneland
- Somalilandia
- Tamil Eelam
- Tártaros de Crimea
- Tíbet
- Valonia
- Yap
- Zanzíbar

## Confederaciones continentales
La NF-Board tenía una federación filial, el Consejo Sudamericano de Nuevas Federaciones (CSANF), que tan solo contenía  un equipo de la NF-Board (Isla de Pascua) y 3 miembros afiliados que no pertenecía a la NF-Board.
También mantuvo relaciones con la ahora extinta CENF (Consejo Europeo de Nuevas Federaciones), interesándose en ella selecciones como Gozo.
En el 2009 comenzó conversaciones de afiliación con la recién formada NAANF (Consejo de Norte América y Ártico de Nuevas Federaciones) que representa a las selecciones de Norteamérica, Centroamérica, el Caribe y de la región Ártica que no están afiliadas a la FIFA.[cita requerida]

## Copa Mundial VIVA
El torneo principal que organizaba NF-Board era la Copa Mundial VIVA, la cual reunía a parte de las selecciones miembro de la federación.
Su primera edición se llevó a cabo en Occitania, en 2006. En dicha edición participaron solamente 4 selecciones de las 16 que se esperaban que jugaran, siendo Laponia el campeón de dicha edición al golear a Mónaco por 21:1.
En 2008, la segunda edición se jugó Laponia, con la novedad de que se disputarían tanto un torneo masculino como femenino de selecciones (con cinco y dos participantes respectivamente). Los campeones de aquella edición fueron la selección masculina de Padania (venciendo 2:0 al Pueblo Arameo) y la femenina de Laponia (derrotando a Kurdistán por un global de 15:1). 
En la edición de 2009 se jugó solamente el torneo en modalidad masculina con 6 equipos. El anfitrión y defensor del título, Padania, sería de nuevo el ganador al vencer a Kurdistán por 2:0. 
En la edición de 2010 jugada en la isla de Gozo, Malta, se volvieron a disputar tanto el torneo masculino como el femenino (con 9 equipos y 2 respectivamente), siendo campeones ambos equipos de Padania: el masculino al encarar de nuevo a Kurdistán y ganarle por 0:1 y el femenino al derrotar al anfitrión por un global de 0:7. 
En su quinta y última edición, en 2012 disputada en Kurdistán (con un único torneo de 9 participantes), el anfitrión pudo ganar el torneo al ganarle a Chipre del Norte por 2:1 luego de llegar a su tercer final. Junto con Laponia, Kurdistán es la única selección masculina que pudo hacerse con el título una vez, siendo Padania quien ganó más títulos (3 títulos en 2008, 2009 y 2010).